# Grittleton
Grittleton – wieś w Anglii, w hrabstwie Wiltshire. Leży 57 km na północny zachód od miasta Salisbury i 144 km na zachód od Londynu.